# Mir Sada
A Mir Sada egy nemzetközi békemenet volt Bosznia-Hercegovinába 1993 augusztusában, a boszniai háború idején. A kezdeményezés egyedülálló esemény a történelemben, mint a mindmáig legnagyobb tömeget megmozgató erőszakmentes akció egy másik országban dúló háború megfékezésére. 

## Megszervezése
Az erőszakmentes mozgalmak történetének egy kevéssé ismert fejezete az 1993. augusztus 1-11 között zajló Mir Sada nemzetközi békemenet. (Mir Sada jelentése szerb és horvát nyelven: Békét most!) A békemenet célja az volt, hogy egy sok ezer fős fegyvertelen nemzetközi tömeg "virággal a kezében" bevonuljon Szarajevóba, Bosznia fővárosába, a háborús front középpontjába, és ott többhetes demonstrációval és tárgyalással "megállítsa a háborút". A békemenetet a boszniai fegyverszünet meghirdetése és a nemzetközi politikai erők hallgatólagos támogatásának elnyerése tette lehetővé, a világsajtó és a nagy televíziós hírcsatornák részéről is várható támogatással. Ez biztosította, hogy az egész világ közvéleménye nyomon kövesse az eseményeket és nemzetközi nyomás alakuljon ki a siker érdekében. 
A fő szervezők az olaszországi Beati i costruttori di pace mozgalom és a franciaországi Equilibre nevű civil szervezet voltak, több más kisebb pacifista szervezettel együtt. A békemenetnek mintegy húsz országból voltak résztvevői, Magyarországot az Alba Kör tagjai képviselték. A francia szervezők 100 000 francia résztvevővel számoltak. A békemenetnek komoly esélye volt a sikerre. A szervező elképzelése szerint ha egy háborút sikerül egy fegyvertelen tömegnek megállítania, az olyan erejű esemény, amely az emberiség egész jövőjét megváltoztathatja. 
A nyár folyamán sajnos az addigi kedvező körülmények módosultak. Kiderült ugyanis, hogy a fegyverszünetet a felek nem tartják be, és ekkorra az USA és a többi NATO tagország hozzáállása is megváltozott, mivel a fegyveres beavatkozás mellett döntöttek, és így a továbbiakban nem támogatták a kezdeményezést. A békemenetet ezért a nemzetközi sajtó sem kísérte el, és a cél eléréséhez alapvető nemzetközi visszhangból és nyomásgyakorlásból semmi nem lett. (Csupán az olaszországi média követte komolyabban az eseményeket.)

## A békemenet
A békemenetet ezen fejlemények ellenére is megindították a szervezők, de a tervezettnél így eleve jóval kevesebben mentek el, többségükben olaszok. (A kb. 2000 résztvevő közül mintegy 1500 olasz volt.) A résztvevők között nemcsak civil szervezetek aktivistái voltak, hanem sok olyan ember, aki úgy érezte nem tud együtt élni ennek a háborúnak a médián keresztül való tétlen szemlésével, és most valahogyan hírt szerzett erről a békemenetről. 
A békemenetelők végül is teljesen magukra maradtak, és a szembenálló katonai felek vezetői nem vették komolyan őket. A horvátországi Splitben felállított táborból augusztus 2-án mintegy 1000 ember néhány gépkocsival és egy 20 buszból álló karavánnal elindult Szarajevóba. Azonban Prozornál, kb. félúton, a horvát hadsereg az ellenőrizhetetlen szabadcsapatok garázdálkodására hivatkozva feltartóztatta őket. A katonaság a gépkocsikat elkobozta, és néhány nőt molesztálni is próbáltak, de komolyabb atrocitás végül nem történt. Három napos várakozás és hiábavaló egyezkedés után a menet végül is visszatért Splitbe a táborban maradtakhoz. A szervezők ekkor az eredeti tervet megváltoztatva úgy döntöttek, hogy Szarajevó helyett a közelebbi Mostar legyen a békemenet végállomása, az ország másik háború sújtotta nagyvárosa. Mostar közelében a horvát katonaság ismét megállította a buszkaravánt és csak az első néhány buszt engedték tovább, mintegy 400 résztvevővel. Ők be is jutottak a városba, és kb. három órát töltöttek a város horvát oldalának főterén néma virrasztással. A városrész polgári és egyházi vezetőinek is átadták üzenetüket. A város bosnyák részére kérésük ellenére nem mehettek át. Eközben a többi feltartóztatott busz mintegy 1500 utasa hosszú gyalogmenetben ugyancsak megindult Mostar felé. A gyalogmenet során az útbaeső falvak lakosai sorfalat álltak a házaik előtt, a menetelők pedig átadták nekik horvát nyelvű szórólapjaikat a békemenet céljáról. A gyalogmenet már nem jutott be Mostarba, mivel a város határán összetalálkoztak a visszatérő társaikkal, a katonaság pedig mindenkit visszafordított. 
Bár a vállalkozás gyakorlatilag meghiúsult, erkölcsi üzenete mégis maradandó: van remény az összefogásra egy erőszak nélküli világért.